# بريان روي
بريان روي (بالهولندية: Bryan Roy)‏ (مواليد 12 فبراير 1970) هو لاعب كرة قدم. يلعب مع منتخب هولندا لكرة القدم. سبق له أن لعب في كأس العالم لكرة القدم مع منتخب بلاده.

## روابط خارجية
- بريان روي على موقع الاتحاد الدولي (مؤرشف)  (الإنجليزية)
- بريان روي على موقع الاتحاد الأوربي (الإنجليزية)
- بريان روي على موقع قاعدة بيانات كرة القدم.إي يو (الإنجليزية)
- بريان روي على موقع ليكيب (الفرنسية)
- بريان روي على موقع ناشيونال فوتبول تيمز (الإنجليزية)
- بريان روي على موقع Soccerbase.com (لاعب) (الإنجليزية)
- بريان روي على موقع Soccerway.com (الإنجليزية)
- بريان روي على موقع عالم كرة القدم.نت (الإنجليزية)
- بريان روي على موقع كووورة